# Strawberry (hrabstwo Tuolumne)
Strawberry – jednostka osadnicza w Stanach Zjednoczonych, w stanie Kalifornia, w hrabstwie Tuolumne.